# Pyrrhalta jeanvoinei
Pyrrhalta jeanvoinei es una especie de insecto coleóptero de la familia Chrysomelidae.
Fue descrita científicamente en 1929 por Laboissiere.

## Revisiones Taxonómicas
Fue descrita en 1929 por Laboissière como Chapalia jeanvoinei, bajo el género Chapalia.
En revisiones taxonómicas posteriores, fue reclasificada en el género Pyrrhalta, pasando a conocerse como Pyrrhalta jeanvoinei .